# Viroqua, Wisconsin
Viroqua är administrativ huvudort i Vernon County i Wisconsin i USA. Vid 2010 års folkräkning hade Viroqua 4 362 invånare.